# Manhunters
I Manhunters sono una razza immaginaria di robot extraterrestri creati da Jack Kirby, comparsi nei fumetti pubblicati dalla DC Comics. Debuttarono in 1st Issue Special n. 5 (agosto 1975).

## Storia editoriale
Il Gran Maestro, e la Società dei Manhunters a cui si unì anche Mark Shaw, fu introdotta da Jack Kirby in 1st Issue Special n. 5 (agosto 1975). La storia più ampia dietro la specie robot aliena spiegata in questo articolo venne introdotta in Justice League of America n. 140 (marzo 1977), in una storia di Steve Englehart e Dick Dillin.

## Storia

### Polizia Interstellare
I Manhunters furono il primo tentativo dei Guardiani dell'Universo di formare una forza di polizia intergalattica che avrebbe combattuto il male in tutto l'universo. Il loro nome e codice di comportamento furono modellati dai Guardiani dai Manhunters di Ma'aleca'andra (Marte). Per migliaia di anni, furono i fedeli servitori dei Guardiani. Tuttavia, i Manhunters divennero ossessionati dall'atto di dare la caccia ai criminali. Il loro motto "Nessun uomo sfugge ai Manhunters", divenne più importante del vedere applicata la giustizia.

### Esilio
Infine, i robot cospirarono per ribellarsi ai loro maestri, ma i Guardiani li sconfissero e distrussero la maggior parte di loro. Quelli che sopravvissero si nascosero su alcuni pianeti, ricostituendo lentamente le loro forze e diffondendo il loro credo ad altri. Fino ad allora, il principale obiettivo dei Manhunters era vendicarsi dei Guardiani, così come sul loro rimpiazzo, il Corpo delle Lanterne Verdi.
I Manhunters si infiltrarono e liberarono molti pianeti travestiti da esseri viventi e crearono il "Culto dei Manhunters" che allenò altri ad essere i loro servitori. Su Marte, la gente di quel mondo cominciò la creazione di un gruppo di Martian Manhunters, che si basava sulla lezione di preservazione della giustizia insegnatagli dai Manhunters ed eressero addirittura un tempio basato sulla comparsa della loro ispirazione. Sulla Terra, la maggior parte dei servitori del culto dei Manhunters non erano a conoscenza che i loro padroni erano robot, o che il loro reale scopo non era nobile. Alcuni di questi agenti divennero supereroi conosciuti anche loro come Manhunters. Il loro costume era simile a quello degli stessi robot, un alternarsi di rossi e blu. Il più famoso di questi fu un cacciatore di grande fama di nome Paul Kirk. Kirk era attivo negli anni quaranta, e fu protagonista di un suo fumetto. Il suo personaggio fu reinserito nella continuità moderna negli anni settanta, in cui fu presumibilmente ucciso anni prima ma fu in realtà messo in animazione sospesa da una cospirazione segreta. Kirk fu clonato, e quando finalmente si svegliò, dedicò se stesso alla battaglia contro coloro che lo usarono, infine morendo nel processo. Tuttavia, alcuni dei suoi cloni sopravvissero.
I Manhunters furono scoperti dalla Justice League che ne sconfisse il capo, Il Grande Maestro. Uno dei loro pedoni umani, Mark Shaw, adottò una nuova identità così come un nuovo costume da eroe, il Corsaro. Tuttavia, fu scoperto che era un criminale che si fingeva un eroe.

### Millennium
Anni più tardi, fu rivelato che i Manhunters, non solo esistevano ancora, ma che avevano infiltrato le vite di molti supereroi con i loro agenti. Pianificarono anche di infiltrarsi tra gli Dei Olimpici, uno dei loro agenti sarebbe stato dio ibrido Pan, come mostrato nella storia Challenge of the Gods. Si rivelarono quando un Guardiano e una Zamaron vollero evolvere qualche umano nel diventare uno dei nuovi Guardiani durante quella che divenne la Crisi Millennium. In questa occasione, ci fu un'operazione di contrattacco massiccia dagli eroi contro i Manhunters e sembrò che finalmente il Grande Maestro fosse stato distrutto, insieme ad alcuni dei suoi pianeti nascosti. L'ex Corsaro Mark Shaw riadottò la sua identità di Manhunters all'inizio della battaglia, cercando di riabilitare sia il nome sia sé stesso.

### Post-Emerald Twilight
Kyle Rayner incontrò i Manhunters non troppo dopo la distruzione della Batteria del Potere Centrale da parte di Hal Jordan su Oa. Erano senzienti, individualisti e catturarono Kyle nel tentativo di usare l'ultimo anello delle Lanterne Verdi rimanente - il suo - per i loro piani. Fallirono e Kyle riuscì a fuggire.

### Il Settore 3601
Quando i Manhunters furono rimpiazzati dal Corpo delle Lanterne Verdi, si ritirarono su Biot, il loro mondo nel Settore 3601, un'area non mappata incapace di sostenere la vita organica. Hank Henshaw, Cyborg Superman, venne su Biot e divenne il nuovo Grande Maestro dei Manhunters. Utilizzò la sua maestria sulla meccanica e la tecnologia kryptoniana per migliorare i Manhunters con impianti di parti organiche. Sembrarono anche aver ricostruito la Batteria del Potere Centrale distrutta da Hal Jordan. Henshaw decise di non interferire con la ricostruzione del Corpo delle Lanterne Verdi, dopo l'incontro di alcuni Manhunters con le Lanterne Verdi Hal Jordan e Guy Gardner.

### Sinestro Corps
I Manhunters si fecero vivi di recente come parte del Sinestro Corps. Portavano miniature di Batterie del Potere gialle dentro di loro che venivano usate dai membri del Sinestro Corps per ricaricare i loro anelli gialli.

### Green Lantern: Secret Origins
In questo rinnovamento dell'inizio di Hal Jordan, fu rivelato che i Manhunters soffrivano di un malfunzionamento della loro programmazione, che assegnò loro la missione di eliminare tutta la vita presente nel settore spaziale 666, credendo che fosse malvagio. Fu l'evento che diede vita ai Five Inversions, i soli sopravvissuti del massacro, che fecero voto di far pagare ai Guardiani la creazione dei robot assassini. Successivamente, si scoprirà che, ad originare il genocidio, non fu un malfunzionamento degli androidi ma una loro riprogrammazione, operata dallo scienziato oano Krona allo scopo di mostrare ai Guardiani dell'Universo l'enorme debolezza di una forza di polizia priva di emozioni, alla quale era stata sufficiente una semplice alterazione del loro programma centrale per compiere un massacro senza rimorso alcuno.

## Cantilena
I Manhunters solitamente ripetono la frase, "Nessun uomo sfugge ai Manhunters". Coincidentalmente, sotto la loro maschera giaceva una maschera bianca come il gesso, e la loro base segreta sulla Terra era in Louisiana, uno stato con una storia radicata nel voodoo, durante la serie Millennium.
I Manhunters ebbero una serie di frasi nel corso degli anni: "Nessun male sfugge ai Manhunters!", "Morte al Corpo delle Lanterne Verdi!", e "Nessun Uomo sfugge ai Manhunters!".

## Tecnologia
- La tecnologia dei Manhunters fu utilizzata nella creazione dei droni OMAC. La tecnologia kryptoniana fu incorporata nei Manhunters da Hank Henshaw su Biot, che permise loro di utilizzare la Batteria del Potere Centrale su Oa come fonte di potere.
- Originariamente, i Manhunters utilizzavano delle pistole di un'energia speciale che venivano ricaricate dalle lanterne verdi che portavano con sé.

## Altri media

### Televisione
- I Manhunters appaiono nell'episodio in due parti "La notte più buia" della serie animata Justice League. Come le loro controparti dei fumetti, furono in attività prima delle Lanterne Verdi. Tuttavia, secondo i Guardiani, "loro non potevano capire le gradazioni tra il bene e il male", così furono riprogrammati per altre missioni come caccia e guardia. Sebbene non lo dissero apertamente, cominciarono un complotto di vendetta contro i Guardiani per il ricevuto tradimento. I Manhunters portarono la Lanterna Verde John Stewart ad un processo per la distruzione accidentale del pianeta Ajuris 4. Sconosciuta alle masse, la distruzione del pianeta era una messa in scena con l'aiuto di Kanjar Ro come parte di un piano dei Manhunters per rovesciare gli Oani e ottenere la fonte di potere del Corpo, che essi credevano fosse loro di diritto. La loro mossa riuscì ad allontanare con successo cinque Guardiani da Oa per testimoniare a favore di John, così come alcune Lanterne Verdi, che lasciarono Oa gravemente indebolita quando i Manhunters attaccarono in forze. La Justice League ripulì il nome di John Stewart e aiutò a sconfiggere i sanguinari Manhunters, assistendo il Corpo delle Lanterne Verdi. Il malvagio comandante dei Manhunters volle assorbire il potere della Batteria Centrale, abbandonando la sua forma metallica e divenendo un gigantesco essere d'energia. John recitò il giuramento delle Lanterne Verdi mentre assorbiva il potere della Batteria Centrale, e quindi anche il Manhunter, nel suo anello. Quindi espulse la malvagità del Manhunter dal suo anello e ricostituì il potere della Batteria Centrale. Questo fu basato sul fumetto No Man Escape The Manhuters, che comparve in Justice League of America n. 140 e 141 (1977).
- I Manhunters appaiono nella serie animata Lanterna Verde dove vengono riattivati dal malvagio Anti-Monitor e iniziano una campagna per sterminare qualsiasi essere che prova emozioni, dovuta alla loro convinzione che il male nasce dalle emozioni.

### Videogiochi
- I personaggi appaiono nel gioco DC Universe Online.
- I Manhunters appaiono nel videogioco Lanterna Verde: L'ascesa dei Manhunters. Si alleano con la Lanterna Gialla Amon Sur per acquisire l'energia della paura di Parallax che i Guardiani dell'Universo hanno tenuto nascosta nel lontano passato e usarla come fonte di potere.